# Абашкин, Андрей Яковлевич
Андре́й Я́ковлевич Аба́шкин (6 ноября 1918 года — 16 июня 1976 года) — советский хозяйственный, государственный и политический деятель.

## Биография
Родился в 1918 году в деревне Малые Удолы. Член КПСС с 1947 года.
Участник Великой Отечественной войны в составе 129-й Черниговской танковой бригады 60-й армии 1-го Украинского фронта. С 1946 года — на хозяйственной, общественной и политической работе. В 1946—1976 гг. — организатор сельскохозяйственного производства во Владимирской области, первый секретарь Вязниковского райкома КПСС, второй секретарь Владимирского обкома КПСС (в 1971–1976 годах). 
Избирался депутатом Верховного Совета РСФСР 8-го и 9-го созывов. Делегат XXIV и XXV съездов КПСС. 
Умер во Владимире в 1976 году.